# Скомина
Скомина, или още зазъбица, е неприятното усещане за „изтръпване“ на зъбите от острия (най-вече кисел) вкус на нещо или дори при вида или мисълта за нещо стипчиво на вкус. Усещането е съпроводено със силно слюнкоотделяне и продължителна завишена чувствителност към всякакви вкусови възприятия.
В някои случаи скомината не е свързана с вкусови възприятия, а само с усещане, което предизвиква неприятно изтръпване или „настръхване“ на тялото. Тя може да бъде предизвикана от неприятен звук (например, драскането с нокти по черна дъска, предизвиква скомина при някои хора).
В някои контексти думата се употребява преносно, за да се отбележи силна, неприязнена реакция спрямо ситуация или личност. Например: „Не ми прави скомина“, „Усетих скомина от него“ и т.н.
„Скомина“ е и заглавието на дебютния филм на българския режисьор Магърдич Халваджиян, отличен през 2000 г. с наградата на Kodak на фестивала „Златната роза“ във Варна.